# Ammodytoides idai
Ammodytoides idai är en fiskart som beskrevs av Randall och Earle 2008. Ammodytoides idai ingår i släktet Ammodytoides och familjen tobisfiskar. Inga underarter finns listade i Catalogue of Life.